# 北代田町
北代田町（きたしろたまち）は、群馬県前橋市の地名。郵便番号は371-0055。2013年現在の面積は0.76km2。

## 地理
桃ノ木川左岸に位置している。

### 河川
- 桃ノ木川

## 歴史
江戸時代頃からある地名であり、前橋藩領だった。

### 年表
- 1889年4月1日 町村制施行により北代田村は上小出村、下小出村、下細井村、上細井村、龍蔵寺村、青柳村、日輪寺村、川端村、荒牧村、川原島新田村、関根村、田口村と合併し南勢多郡南橘村が成立する。
- 1896年4月1日 郡統合（南勢多郡と東群馬郡の統合）により南橘村は勢多郡に所属する。
- 1954年9月1日 勢多郡南橘村は前橋市に編入合併する。そのため前橋市北代田町となる。
- 1986年 一部が下小出町となる。

## 世帯数と人口
2017年（平成29年）8月31日現在の世帯数と人口は以下の通りである。
| 町丁     | 世帯数    | 人口    |
| -------- | --------- | ------- |
| 北代田町 | 1,385世帯 | 3,194人 |

## 小・中学校の学区
市立小・中学校に通う場合、学区は以下の通りとなる。
| 番地 | 小学校             | 中学校             |
| ---- | ------------------ | ------------------ |
| 全域 | 前橋市立細井小学校 | 前橋市立鎌倉中学校 |

## 交通

### 鉄道
鉄道駅はない。

### 道路
国道は通っておらず、県道は群馬県道4号前橋赤城線と群馬県道151号津久田停車場前橋線が通っている。

## 施設
住宅地のため特筆すべきものがない。